# Meguro
Cet article concerne un arrondissement de Tokyo. Pour le fabricant de motos fondé dans le quartier, voir Meguro (Kawasaki). Pour la rivière qui le traverse, voir Meguro-gawa.
Meguro (目黒区, Meguro-ku) est un des vingt-trois arrondissements spéciaux formant Tokyo, au Japon. Il a été fondé le 15 mars 1947.

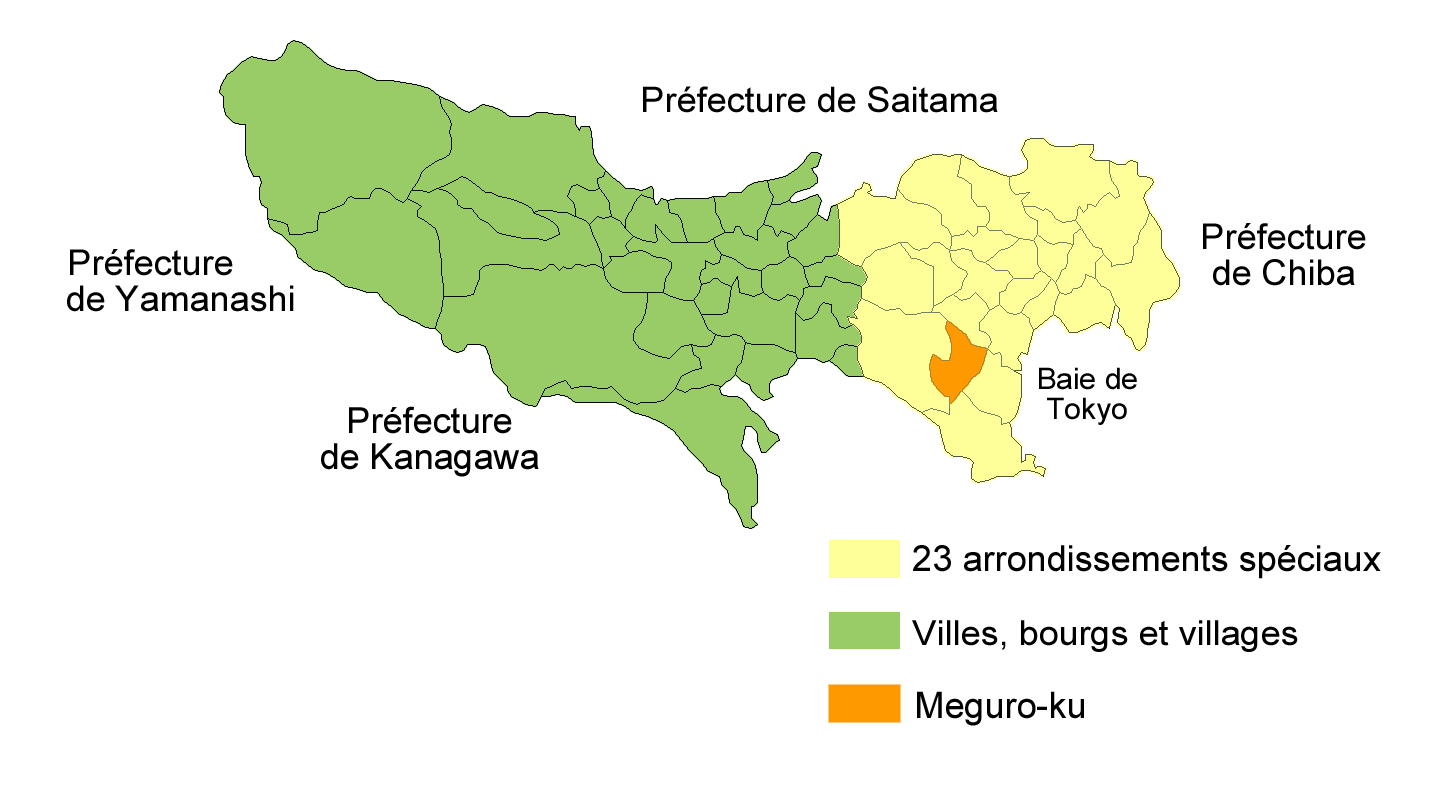
Situation de Meguro-ku dans la préfecture de Tokyo.

Sa population est de 248 125 habitants pour une superficie de 14,70 km2 (2005).

## Géographie
Meguro se situe entre Shibuya au nord-est, Setagaya à l’ouest, Ōta au sud (quartier de Kitasenzo) et Shinagawa au sud-est.
Meguro-ku est essentiellement un lieu de résidence, mais contient également les ambassades d'Égypte, d'Algérie, du Bangladesh, de Djibouti, du Gabon, du Kazakhstan, du Kenya, du Kirghizistan, de Cuba, du Nigeria, de Pologne, du Sénégal, d'Ouganda, d'Ouzbékistan, tout comme le consulat général d'Islande.
L'arrondissement est traversé par la rivière Meguro-gawa.

## Histoire
Des fouilles archéologiques à Higashiyama ont mis en évidence que dès les périodes Jōmon, Yayoi et Kofun, la région que nous appelons aujourd’hui Meguro-ku était habitée.
Au IXe siècle furent fondés trois sanctuaires de Meguro : le sanctuaire Ōtori (大鳥神社, Ōtori-jinja), le Meguro-Fudōson et le Hōganji (法眼寺). Les yeux noirs (meguro) de la statue de Fudō auraient donné le nom à l’arrondissement.
La région administrative fut fondée le 1er octobre 1932 lorsque les bourgs Meguro (目黒町, Meguro-machi) et Hibusuma (碑衾町, Hibusuma-machi) furent rattachés à Tōkyō.

## Transport
- Routes :
  - Autoroute de Tōkyō
  - la route de Tamagawa (Route National 246), vers Chiyoda et Numazu
- Lignes ferroviaires :
  - Tōkyū :
    - ligne Tōyoko, gares de Naka-Meguro, Yūtenji, Gakugei Daigaku, Toritsu Daigaku et Jiyūgaoka
    - ligne Ōimachi, gares de Jiyūgaoka et Midorigaoka
    - ligne Meguro, gare de Senzoku
    - ligne Den-en-toshi, gare d’Ikejiri-Ōhashi

  - Keiō :
    - ligne Inokashira, gare de Komaba-Todaimae

  - Tokyo Metro :
    - ligne Hibiya, station de Naka-Meguro

La gare de Meguro ne se trouve pas dans l'arrondissement de Meguro mais dans celui de Shinagawa.

## Divers

### Universités
- Campus de Komaba de l’Université de Tokyo
- Institut de technologie de Tōkyō

### Centre religieux
- Himonya-Église (catholique)
- Sanctuaire Himonya-Hachimon
- Sanctuaire Ōtori
- Ryūsen-ji, aussi dénommé le temple de Meguro-Fudo.
- Yūten-ji
- Taieizan-ryūzenji (泰叡山瀧泉寺), aussi appelé Meguro-Fudōson (目黒不動尊), qui est un temple de la secte Tendai.
- Enyū-ji (円融寺) ; Hōgan-ji (法眼寺)

### Personnalités liées
- Miyu Uehara (1987-2011), mannequin japonaise y est morte

## Quartiers

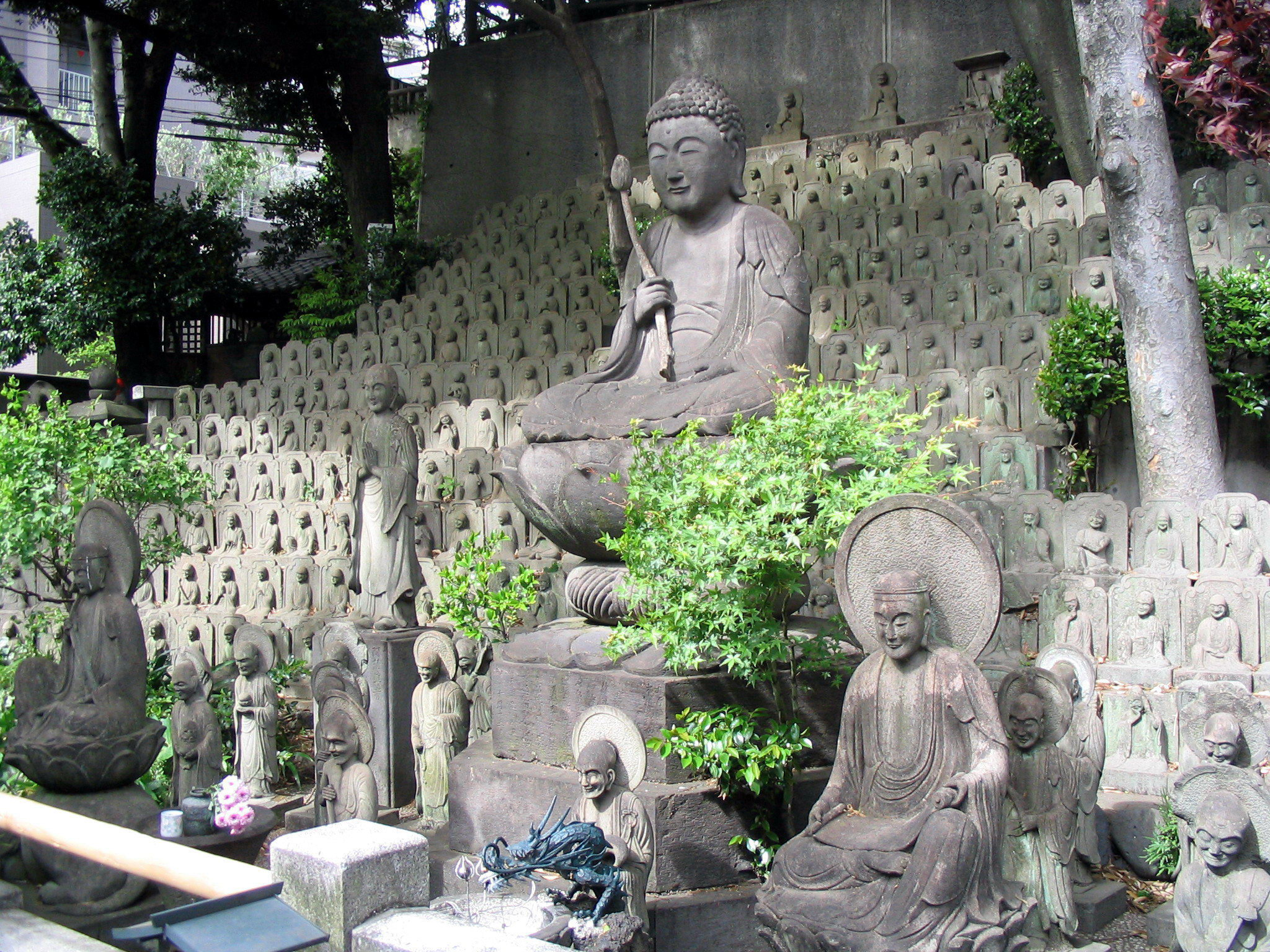
Temple de Daienji.

- Meguro
- Nakameguro
- Jiyugaoka